# Type class
Type class, (en català: classe de tipus) en ciència de la computació, és un sistema de tipus que suporta polimorfisme ad hoc. Type class va aparèixer per primer cop al llenguatge de programació Haskell.
La seva definició parteix l'univers dels tipus en classes, segons si implementen o no la signatura.

## Exemples
Una type class Eq es declararia de la següent manera :
```
class
 
Eq
 
a
 
where

 
(
==
)
 
::
 
a
 
->
 
a
 
->
 
Bool

 
(
/=
)
 
::
 
a
 
->
 
a
 
->
 
Bool

```

llavors es podria definir una funció elem :
```
elem
 
::
 
Eq
 
a
 
=>
 
a
 
->
 
[
a
]
 
->
 
Bool

elem
 
y
 
[]
 
=
 
False

elem
 
y
 
(
x
:
xs
)
 
=
 
(
x
 
==
 
y
)
 
||
 
elem
 
y
 
xs

```